# Kanton Décines-Charpieu
Der Kanton Décines-Charpieu war von 1982 bis 2015 ein französischer Wahlkreis im Arrondissement Lyon im Département Département Rhône der Region Rhône-Alpes, sein Hauptort war Décines-Charpieu. Er wurde abgeschafft, als die Métropole de Lyon auf zwei der drei Mitgliedsgemeinden das Département Rhône als übergeordnete Gebietskörperschaft ablöste und die Kantone ihre Funktion als Wahlkreise verloren.

## Gemeinden
Der Kanton bestand aus drei Gemeinden:
| Gemeinde         | Einwohner Jahr | Fläche km² | Bevölkerungsdichte | Code INSEE | Postleitzahl |
| ---------------- | -------------- | ---------- | ------------------ | ---------- | ------------ |
| Chassieu         | 9.837 (2013)   | 11,57      | 850 Einw./km²      | 69271      | 69680        |
| Décines-Charpieu | 26.826 (2013)  | 17,01      | 1577 Einw./km²     | 69275      | 69150        |
| Genas            | 12.341 (2013)  | 23,84      | 518 Einw./km²      | 69277      | 69740        |